# 조성휘
조성휘(1936년 2월 28일 ~ 1999년 7월 14일)는 대한민국의 정치인이다. 제45·46대 함안군수를 역임했다.

## 학력
- 군북국민학교 (졸업)
- 함안중학교 (졸업)
- 함안종합고등학교 (졸업)

## 역대 선거 결과
|  | 55.99% |

|  | 82.64% |